# Come On Over
Come On Over (englisch für „Komm rüber“) ist das dritte Studioalbum der kanadischen Sängerin Shania Twain. Es wurde am 4. November 1997 über das Label Mercury Records veröffentlicht. Das Album erschien in zwei verschiedenen Versionen: 1997 als Country-Version sowie 1999 als internationale Pop-Version. Mit weltweit rund 40 Millionen verkauften Einheiten zählt es zu den meistverkauften Musikalben der Geschichte.

## Produktion und Gastbeiträge
Come On Over wurde komplett von dem südafrikanischen Musikproduzenten Robert John „Mutt“ Lange produziert, der zusammen mit Shania Twain auch als Autor der Songs fungierte.
Der einzige Gastauftritt des Albums stammt von dem US-amerikanischen Country-Sänger Bryan White, der auf dem Song From This Moment On zu hören ist.

## Covergestaltung
Das Albumcover der Country-Version zeigt Shania Twain, die in Rot gekleidet ist. Sie hält die Hände hinter den Kopf und sieht den Betrachter an. Am oberen Bildrand steht der Schriftzug Shania Twain in Weiß, während der hellgrüne Titel Come On Over sich rechts unten im Bild befindet. Der Hintergrund ist weiß gehalten. Auf dem Cover der internationalen Version ist ebenfalls Shania Twain zu sehen, die den Betrachter leicht lächelnd anblickt. Im oberen Teil befinden sich die Schriftzüge Shania Twain in Weiß und Come On Over in Orange. Der Hintergrund ist grau gehalten.

## Titelliste
| #  | Titel                                    | Länge |
| -- | ---------------------------------------- | ----- |
| 1  | Man! I Feel Like a Woman!                | 3:53  |
| 2  | I’m Holdin’ On to Love (To Save My Life) | 3:30  |
| 3  | Love Gets Me Every Time                  | 3:33  |
| 4  | Don’t Be Stupid (You Know I Love You)    | 3:35  |
| 5  | From This Moment On (feat. Bryan White)  | 4:43  |
| 6  | Come On Over                             | 2:55  |
| 7  | When                                     | 3:39  |
| 8  | Whatever You Do! Don’t!                  | 4:04  |
| 9  | If You Wanna Touch Her, Ask!             | 4:04  |
| 10 | You’re Still the One                     | 3:34  |
| 11 | Honey, I’m Home                          | 3:39  |
| 12 | That Don’t Impress Me Much               | 3:38  |
| 13 | Black Eyes, Blue Tears                   | 3:39  |
| 14 | I Won’t Leave You Lonely                 | 4:13  |
| 15 | Rock This Country!                       | 4:23  |
| 16 | You’ve Got a Way                         | 3:24  |

| #  | Titel                                    | Länge |
| -- | ---------------------------------------- | ----- |
| 1  | You’re Still the One                     | 3:33  |
| 2  | When                                     | 3:38  |
| 3  | From This Moment On (feat. Bryan White)  | 4:52  |
| 4  | Black Eyes, Blue Tears                   | 3:37  |
| 5  | I Won’t Leave You Lonely                 | 4:07  |
| 6  | I’m Holdin’ On to Love (To Save My Life) | 3:27  |
| 7  | Come On Over                             | 2:54  |
| 8  | You’ve Got a Way                         | 3:15  |
| 9  | Whatever You Do! Don’t!                  | 3:49  |
| 10 | Man! I Feel Like a Woman!                | 3:54  |
| 11 | Love Gets Me Every Time                  | 3:33  |
| 12 | Don’t Be Stupid (You Know I Love You)    | 3:34  |
| 13 | That Don’t Impress Me Much               | 3:38  |
| 14 | Honey, I’m Home                          | 3:34  |
| 15 | If You Wanna Touch Her, Ask!             | 4:14  |
| 16 | Rock This Country!                       | 4:26  |

## Kommerzieller Erfolg

### Chartplatzierungen und Singles
Come On Over stieg am 20. April 1998 auf Platz 17 in die deutschen Albumcharts ein und hielt sich 13 Wochen in den Top 100. Nach Veröffentlichung der internationalen Version erreichte es am 23. August 1999 mit Rang acht die beste Platzierung und hielt sich 40 Wochen in den Charts. Insgesamt konnte es sich somit 53 Wochen in den Top 100 halten. Die Chartspitze belegte das Album unter anderem im Vereinigten Königreich (für elf Wochen), in Kanada, Australien, Neuseeland, Norwegen und den Niederlanden. Zudem erreichte es die Top 10 unter anderem in den Vereinigten Staaten, Belgien, der Schweiz, Österreich, Frankreich, Schweden und Finnland. In den deutschen Album-Jahrescharts 1999 belegte es Platz 39.
| ChartsChartplatzierungen       | Höchstplatzierung | Wochen |
| ------------------------------ | ----------------- | ------ |
| Deutschland (GfK)              | 8 (53 Wo.)        | 53     |
| Kanada (MC)                    | 1 (120 Wo.)       | 120    |
| Österreich (Ö3)                | 4 (34 Wo.)        | 34     |
| Schweiz (IFPI)                 | 4 (101 Wo.)       | 101    |
| Vereinigte Staaten (Billboard) | 2 (151 Wo.)       | 151    |
| Vereinigtes Königreich (OCC)   | 1 (161 Wo.)       | 161    |

| ChartsJahrescharts (1997)      | Platzierung |
| ------------------------------ | ----------- |
| Vereinigte Staaten (Billboard) | 195         |

| ChartsJahrescharts (1998)      | Platzierung |
| ------------------------------ | ----------- |
| Vereinigte Staaten (Billboard) | 5           |
| Vereinigtes Königreich (OCC)   | 67          |

| ChartsJahrescharts (1999)      | Platzierung |
| ------------------------------ | ----------- |
| Deutschland (GfK)              | 39          |
| Österreich (Ö3)                | 20          |
| Schweiz (IFPI)                 | 19          |
| Vereinigte Staaten (Billboard) | 3           |
| Vereinigtes Königreich (OCC)   | 1           |

| ChartsJahrescharts (2000)      | Platzierung |
| ------------------------------ | ----------- |
| Deutschland (GfK)              | 98          |
| Schweiz (IFPI)                 | 20          |
| Vereinigte Staaten (Billboard) | 20          |
| Vereinigtes Königreich (OCC)   | 20          |

Zwölf der 16 Lieder des Albums wurden als Singles ausgekoppelt: Love Gets Me Every Time, Don’t Be Stupid (You Know I Love You), You’re Still the One, From This Moment On, When, Honey, I’m Home, That Don’t Impress Me Much, Man! I Feel Like a Woman!, You’ve Got a Way, Come On Over, Rock This Country! und I’m Holdin’ On to Love (To Save My Life). Davon waren You’re Still the One, That Don’t Impress Me Much und Man! I Feel Like a Woman! am erfolgreichsten und konnten sich weltweit in den Charts platzieren.

### Auszeichnungen für Musikverkäufe
Come On Over wurde im Jahr 2000 in Deutschland für mehr als 750.000 verkaufte Einheiten mit einer dreifachen Goldenen Schallplatte ausgezeichnet. In den Vereinigten Staaten erhielt es 2004 für über 20 Millionen Verkäufe eine 20-fache Platinauszeichnung (entspricht einer doppelten Diamant-Schallplatte). Im Vereinigten Königreich wurde das Album 2025 zudem für mehr als 3,6 Millionen Verkäufe mit zwölffach-Platin ausgezeichnet. Die weltweiten Verkaufszahlen belaufen sich auf rund 40 Millionen, womit es zu den erfolgreichsten Musikalben aller Zeiten zählt. Es ist außerdem das erfolgreichste Album des Genres Country sowie eines der erfolgreichsten in den Vereinigten Staaten und im Vereinigten Königreich.
| Professionelle Bewertungen | Professionelle Bewertungen |
| Kritiken                   | Kritiken                   |
| Quelle                     | Bewertung                  |
| -------------------------- | -------------------------- |
| allmusic                   | [ 26 ]                     |
| Rolling Stone              | [ 27 ]                     |

| Land/Region                  | Auszeichnungen für Musikverkäufe (Land/Region, Auszeichnung, Verkäufe) | Verkäufe    |
| ---------------------------- | ---------------------------------------------------------------------- | ----------- |
| Argentinien (CAPIF)          | Platin · + Platin (Remix)                                              | 120.000     |
| Australien (ARIA)            | 25× Platin                                                             | 1.750.000   |
| Belgien (BRMA)               | 3× Platin                                                              | (150.000)   |
| Brasilien (PMB)              | Gold                                                                   | 100.000     |
| Dänemark (IFPI)              | 7× Platin                                                              | (140.000)   |
| Deutschland (BVMI)           | 3× Gold                                                                | (750.000)   |
| Europa (IFPI)                | 7× Platin                                                              | 7.000.000   |
| Finnland (IFPI)              | Gold                                                                   | (38.958)    |
| Frankreich (SNEP)            | Platin                                                                 | (300.000)   |
| Japan (RIAJ)                 | Gold                                                                   | 100.000     |
| Kanada (MC)                  | 2× Diamant                                                             | 2.000.000   |
| Mexiko (AMPROFON)            | Gold                                                                   | 100.000     |
| Neuseeland (RMNZ)            | 21× Platin                                                             | 315.000     |
| Niederlande (NVPI)           | 5× Platin                                                              | (400.000)   |
| Norwegen (IFPI)              | 6× Platin                                                              | (300.000)   |
| Österreich (IFPI)            | Gold                                                                   | (25.000)    |
| Schweden (IFPI)              | 3× Platin                                                              | (240.000)   |
| Schweiz (IFPI)               | 3× Platin                                                              | (150.000)   |
| Spanien (Promusicae)         | Platin                                                                 | (100.000)   |
| Südafrika (RISA)             | 4× Platin                                                              | 200.000     |
| Uruguay (CUD)                | Gold                                                                   | 3.000       |
| Vereinigte Staaten (RIAA)    | 2× Diamant                                                             | 20.000.000  |
| Vereinigtes Königreich (BPI) | 12× Platin                                                             | (3.600.000) |
| Insgesamt                    | 7× Gold · 101× Platin · 4× Diamant ·                                   | 31.488.000  |

Hauptartikel: Shania Twain/Auszeichnungen für Musikverkäufe
Bei den Grammy Awards 1999 wurde Come On Over in den Kategorien Album of the Year und Best Country Album nominiert, unterlag jedoch The Miseducation of Lauryn Hill von Lauryn Hill bzw. Wide Open Spaces von den Dixie Chicks.